# Dingosa serrata
Dingosa serrata är en spindelart som först beskrevs av Ludwig Carl Christian Koch 1877.  Dingosa serrata ingår i släktet Dingosa och familjen vargspindlar. Inga underarter finns listade i Catalogue of Life.